# Блументал, Ричард
 Ричард Блументал  (англ.  Richard Blumenthal; род. 13 февраля 1946, Нью-Йорк, США) — американский политик, член Демократической партии, сенатор США от Коннектикута.

## Биография
Блументал родился в Бруклине, в еврейской семье Мартина и Джейн Блументалей. Учился в Гарвардском университете (бакалавр). Один год учился в Тринити-колледже Кембриджского университета. Окончил Йельскую школу права (доктор права).
Служил в армии США, в период Вьетнамской войны, в военных действиях не участвовал.
С 1977 до 1981 год он был федеральным прокурором в штате Коннектикут. Затем практиковал частную юридическую практику. С 1987 до 1991 год был членом Сената штата Коннектикут. Затем, на протяжении 20 лет (1991—2011) Блументал был Генеральным прокурором этого штата.
В ноябре 2010 года избран в Сенат США. Вступил в должность в январе 2011 года.
С 27 июня 1982 года Блументал женат на Синтии Малкин, у пары четверо общих детей. Их сын Мэтт Блументал в ноябре 2018 года был избран в Палату представителей Коннектикута от 147-го округа.

## Награды
- Орден князя Ярослава Мудрого II степени (4 сентября 2023 года, Украина) — за весомый личный вклад в укрепление межгосударственного сотрудничества, поддержку государственного суверенитета и территориальной целостности Украины, популяризацию Украинского государства в мире[11]